# 让·迪沃
让·迪沃（Jean Diwo，1914年12月27日－2011年6月10日）是法国的新闻记者和法语作家。

## 生平
让·迪沃最初进入新闻领域是在《巴黎晚报》（Paris-Soir）工作，目的是赚钱支付他在索邦大学Sorbonne学习现代文学。他曾经是《巴黎競賽》（Paris-Match）的重大事件特派记者。后来，他创办并领导（1960年－1981年）了非常有影响的《每日电视》（Télé 7 Jours）。
让·迪沃在其配偶去世之后，立刻完全从新闻界退了下来，转到文学领域，他写回顾历史的小说，第一本是在Denoël出版社出版的《力普啤酒馆》（Chez Lipp）（该啤酒馆每年颁发以其以前的老板名字命名的Cazes文学奖）。该书在销售上获得了成功，也受到了文学批评家的好评。因而，让·迪沃从此决定献身文学。2006年，他自我评论说“写小说拯救了我，赋予了我第二次生命。”
让·迪沃晚年成为了小说家，特别是成了一位成功的历史小说家。1985年，他开始写《法布街的妇人们》（Les Dames du faubourg），这是描写法布聖安托瓦社区从路易十一时开始的历史的三部曲：这套小说的销售量超过了一百万册。
1990年，他又Denoël出版社出版了《国王的小提琴》（Les Violons du roi）。该小说讲述了克雷莫纳（意大利北部的一个城市，是世界小提琴发源地之一，生产世界上最好的中、小提琴）的弦乐器制造商，特别是斯特拉迪瓦里（意大利十七世纪小提琴制造师）的故事。
去世前的几年，他露面越来越少。他的最后一本小说是《敞篷四轮马车》（La Calèche）于2010年出版。他于2011年6月10日夜间去世，享年96岁。
他是新闻记者弗朗索瓦·迪沃的父亲。